# 罗强 (1970年)
罗强（1970年5月—），贵州思南人，苗族，中国共产党党员。中华人民共和国政治人物，貴州省副省長及第十三届全国人民代表大会贵州省代表。

## 生平
2017年12月，任黔东南州州长；2018年，罗强被选为贵州省出席第十三届全国人民代表大会代表。
2021年8月，任黔东南州委书记；
2022年10月，当选中国共产党第二十届中央委员会候补委员。
2023年1月，任贵州省副省长。